# Ruslan Kozaba

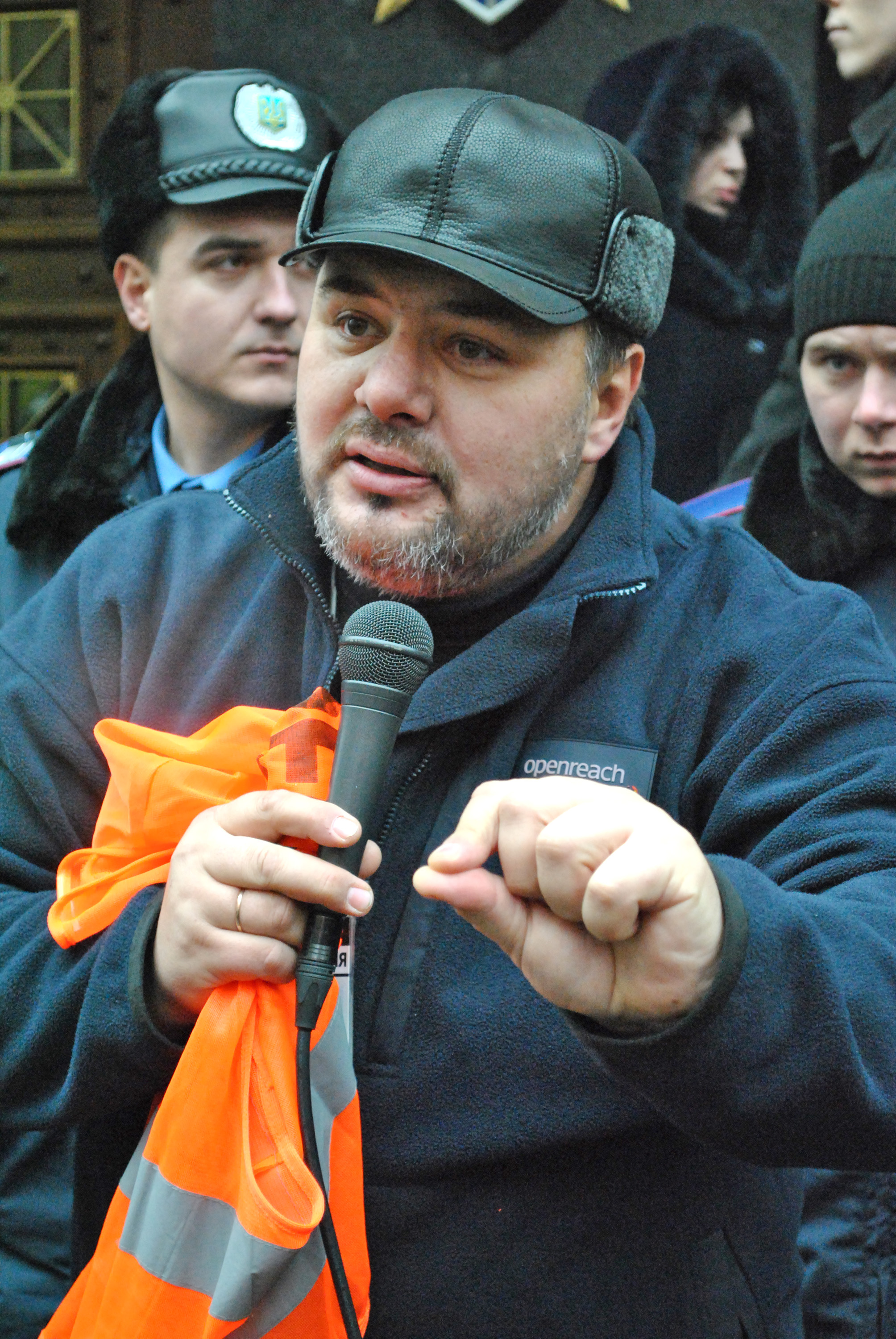
Ruslan Kozaba (2013)

Ruslan Petrowytsch Kozaba (ukrainisch Руслан Петрович Коцаба; * 18. Juni 1966 in Iwano-Frankiwsk) ist ein ukrainischer Journalist, der als Kriegsdienstverweigerer in der Ukraine verurteilt wurde. Er ist ein christlicher Pazifist und Mitglied der griechisch-orthodoxen Kirche.

## Biografie
Ruslan Kozaba wurde 1966 in Iwano-Frankiwsk in der Westukraine geboren. In der Studentenzeit beteiligte er sich 1990 an den Studentenprotesten gegen die kommunistischen Machthaber. Nachdem er eine Verwaltungsakademie absolvierte, hat er in seiner Geburtsstadt Iwano-Frankiwsk die Fischerei- und die Migrationsaufsicht geleitet. Während der Orangen Revolution 2004 war er organisatorisch für die Protestbewegung tätig. Bis 2014 arbeitete er als freiberuflicher Korrespondent für den Fernsehsender 112 Ukraine.

### Gerichtsverfahren
Während des Krieges in der Ostukraine wurde Kozaba, der den Donbass besuchte, durch seine Aufrufe für eine friedliche politische Lösung des Konflikts und gegen einen Militäreinsatz der ukrainischen Regierung bekannt. So publizierte er auf YouTube ein Video, in dem er seinen Unwillen äußerte, zur Armee zu gehen, und zu einem allgemeinen Boykott der Mobilisierung aufrief, die gesetzeswidrig sei, da kein Kriegszustand verhängt worden sei. Auch sagte er, dass er lieber zwei bis fünf Jahre im Gefängnis verbringen würde, als „einen bewussten Mord an meinen Landsleuten im Osten“ zu begehen. Es sei „im 21. Jahrhundert unmöglich, dass Menschen Menschen umbringen, nur dafür, dass sie eigenständig leben wollen“. Der Krieg in der Ostukraine ist seinen Worten nach ein Bürgerkrieg mit nur geringer Beteiligung russischer Staatsbürger.
Der Aufruf von Kozaba weckte Aufmerksamkeit der russischen Medien, woraufhin Kozaba auf Einladung des Senders Rossija 1 einmal in Moskau an der Polittalk-Sendung „Spezialny Korrespondent“ teilnahm, wo er seine Ansichten noch einmal wiederholte.
Nach diesem Auftritt wurde gegen Kozaba auf Initiative des Sicherheitsdienstes SBU von der Staatsanwaltschaft Iwano-Frankiwsk ein Strafverfahren wegen Hochverrats und Mobilisierungsbehinderung eröffnet. Am 7. Februar 2015 wurde Kozaba verhaftet und dem Richter vorgeführt. Beim Prozess lehnte Kozaba es ab, seinen „Hochverrat“ anzuerkennen und wiederholte seinen Aufruf an die Ukrainer, nicht in die Armee zu gehen. Den Prozess gegen sich selbst verglich er mit stalinistischen Schauprozessen und nannte ihn einen Angriff auf die Redefreiheit.
Als Zeugen traten Iwano-Frankiwsker Soldaten von der Front auf, die Kozaba vorwarfen, die Rotation sabotiert und so ihre persönlichen Kriegsdienstbedingungen erschwert zu haben. Die Anklage forderte für Kozaba 13 Jahre Freiheitsentzug mit Konfiszierung seines Privatbesitzes.
Am 12. Mai 2016 wurde Ruslan Kozaba zu 3,5 Jahren Freiheitsentzug verurteilt. Das Gericht sah in seinen Handlungen keinen Hochverrat, befand ihn jedoch wegen „Behinderung der rechtmäßigen Aktivitäten der Streitkräfte der Ukraine“ für schuldig.
In der Berufungsverhandlung am 14. Juli 2016 wurde Ruslan Kozaba wegen „Mangels an Beweisen“ nach insgesamt über 17 Monaten Untersuchungshaft wieder frei gelassen.
2017 eröffnete das Erstgericht das Verfahren erneut, das Oberlandesgericht Kiew stellte das Gerichtsverfahrens am 7. Dezember 2017 wieder ein, weil die Staatsanwaltschaft keine Klageschrift verfasst habe.

### Reaktionen
Amnesty International rief die Ukraine dazu auf, den Journalisten unverzüglich freizulassen, und nannte Kozaba einen Prisoner of conscience (Gewissenshäftling). Nach Aussage von Tatjana Masur, der Leiterin der Ukraine-Filiale von AI, wurde Kozaba für seine bürgerliche Position bestraft und seine Verhaftung verstoße gegen das Recht auf Meinungsfreiheit. Die Organisation Ukrainian Helsinki Human Rights Union nannte den Fall Kozaba „eine Verfolgung aus politischen Motiven“. Die ukrainische Menschenrechtsbeauftragte Walerija Lutkowska sah in der Verurteilung von Kozaba einen Verstoß gegen Paragraph 10 der Europäischen Konvention für Menschenrechte.

### Antisemitismus
2019 plante der Vorstand des Vereins Aachener Friedenspreis, den Friedenspreis an Kozaba zu verleihen. Dies führte zu erheblichem Unmut unter ukrainischen Bloggern und Putin-Kritikern, die Kozaba eine Parteinahme für die Aufständischen in der Ostukraine sowie seine Verharmlosung des Konflikts als Bürgerkrieg vorwarfen und auf ein Video aus dem Jahr 2011 verwiesen, in dem Kozaba den Juden eine Mitschuld am Holocaust unterstellt („Die Juden haben Stalin und Hitler gezüchtet“). Nachdem zunächst das Vorstandsmitglied des Vereins, Lea Heuser, von einer „Manipulation“ an dem Video sprach, gab Kozaba wenig später zu, diese Äußerungen getätigt zu haben. Er bedauerte diese Äußerungen und habe die Passagen aus dem Video entfernt.
Der Vereinsvorstand sowie der Bundestagsabgeordnete Andrej Hunko (Die Linke) erklärten, dass sie von dem Video zum Zeitpunkt der Preisentscheidung keine Kenntnis gehabt hätten. Sie hielten die Äußerungen zwar für „völlig inakzeptabel“, wollten jedoch an der Entscheidung weiterhin festhalten. Hunko war der Meinung, dass sich Kozaba glaubwürdig von seiner Vergangenheit gelöst habe. Er habe sich von „von einem moderat nationalistisch eingestellten Ukrainer zu einem entschlossenen Kriegsgegner und Pazifisten“ gewandelt. Der Vereinsvorstand entschied jedoch gegen eine Preisverleihung.